# Jimmy Jackson (pilota automobilistico)
James Merriman Jackson, detto Jimmy (Indianapolis, 25 luglio 1910 – Desert Hot Springs, 24 novembre 1984), è stato un pilota automobilistico statunitense.
Corse sei volte la 500 Miglia di Indianapolis tra il 1946 ed il 1954.
Tra il 1950 e il 1960 la 500 Miglia di Indianapolis faceva parte del Campionato Mondiale, per questo motivo Jackson ha all'attivo anche due Gran Premi in Formula 1; nell'edizione del 1954 si trattò di una condivisione di vettura con altri piloti.

## Risultati in Formula 1
| 1950 | Scuderia       | Vettura      |  |  |    |  |  |  |  |  |  | Punti | Pos. |
| ---- | -------------- | ------------ |  |  | -- |  |  |  |  |  |  | ----- | ---- |
| 1950 | Cummins Diesel | Kurtis Kraft |  |  | 29 |  |  |  |  |  |  | 0     |      |

| 1954 | Scuderia      | Vettura      |  |    |  |  |  |  |  |  |  | Punti | Pos. |
| ---- | ------------- | ------------ |  | -- |  |  |  |  |  |  |  | ----- | ---- |
| 1954 | Auto Shippers | Kurtis Kraft |  | 15 |  |  |  |  |  |  |  | 0     |      |

| Legenda | 1º posto     | 2º posto | 3º posto    | A punti         | Senza punti/Non class.  | Grassetto – Pole position Corsivo – Giro più veloce |
| Legenda | Squalificato | Ritirato | Non partito | Non qualificato | Solo prove/Terzo pilota | Grassetto – Pole position Corsivo – Giro più veloce |